# Gare de Montbeugny
La gare de Montbeugny est une ancienne gare ferroviaire française de la ligne de Moulins à Mâcon située sur le territoire de la commune de Montbeugny dans le département de l'Allier en région Auvergne-Rhône-Alpes.
Ancienne halte voyageurs de la Société nationale des chemins de fer français (SNCF), c'est un arrêt routier desservi par des cars TER.

## Situation ferroviaire
Établie à 262 mètres d'altitude, la gare de Montbeugny est située au point kilométrique (PK) 13,242 de la ligne de Moulins à Mâcon entre les gares de Moulins-sur-Allier et de Thiel-sur-Acolin (fermée).
Gare d'évitement, elle possède deux voies pour le croisement des trains sur la ligne à voie unique.

## Histoire
En 1872, on y construit une halle à marchandises.
La gare est fermée. 

## Desserte routière de substitution
Montbeugny est devenue un arrêt routier desservi par des autocars TER de la relation Moulins-sur-Allier - Paray-le-Monial.